# Bonasila River
Der Bonasila River ist ein rund 200 Kilometer langer rechter Nebenfluss des Yukon River im Westen des US-Bundesstaats Alaska. 

## Verlauf
Das Quellgebiet des Flusses liegt südöstlich des Nortonsunds an der Ostflanke der Nulato Hills. Er fließt anfangs in südlicher Richtung. Nach dem Zufluss des Hawk Rivers und des Stuyahok Rivers wendet er sich nach Osten und mündet nach weiteren 85 Kilometern auf Höhe von Elkhorn Island in den Bonasila Slough, einem rechten Nebenarm des Yukon River. Die Mündung befindet sich 13 Kilometer südlich von Anvik sowie rund 40 Kilometer nordwestlich der Siedlung Holy Cross.
Der Bonasila River weist ein stark mäandrierendes Verhalten mit zahlreichen Flussschlingen und Altarmen auf. Er entwässert ein Areal von 3000 km².

## Name
Der Name des Flusses ist vermutlich von „buena silla“ („guter Sitz“), einer alten spanischen Bezeichnung für die Region, abgeleitet und wurde 1916 von R. H. Sargent vom United States Geological Survey erstmals dokumentiert.